# FXGT
FXGT je međunarodna platforma za onlajn trgovinu koja se fokusira na FX, CFD, akcije i indekse. Grupa nudi pristup MetaTrader 4 (MT4) i MetaTrader 5 (MT5).
FXGT posluje kroz kompanije koje su ovlašćene i regulisane od strane Uprave za finansijski sektor (FSCA) u Južnoj Africi, Uprave za finansijske usluge (FSA) na Sejšelima, Komisije za finansijske usluge Vanuatua (VFSC) (samo za kvalifikovane strane) i CySEC (samo za kvalifikovane strane).

## Istorija
FXGT je osnovan kao platforma za onlajn trgovinu 2019. godine, nudeći usluge trgovine devizama CFD klijentima širom sveta.
Godine 2022. kompanija je proglašena za Najboljeg hibridnog brokera 2022. godine na Ultimate Fintech Awards.
Godine 2023. FXGT je prošao kroz proces rebrendiranja, preimenovan u FXGT.com sa novim vebsajtom i logotipom. Uvela je Pro račune (trgovanje bez provizije sa aktivama u 10 različitih klasa imovine) i ECN (nudeći nulte spreade i zaštitu od negativnog salda sa opcijom automatskog zatvaranja na 40%).